# Белчонць (Люблінське воєводство)
Белчонць (пол. Bełcząc) — село в Польщі, у гміні Чемерники Радинського повіту Люблінського воєводства.
Населення — 759 осіб (2011).

## Демографія
Демографічна структура станом на 31 березня 2011 року:
|          | Загалом | Допрацездатний вік | Працездатний вік | Постпрацездатний вік |
| -------- | ------- | ------------------ | ---------------- | -------------------- |
| Чоловіки | 368     | 74                 | 247              | 47                   |
| Жінки    | 391     | 82                 | 208              | 101                  |
| Разом    | 759     | 156                | 455              | 148                  |